# Cimet
Cimet je začimba, predvsem za sladke jedi. Začimbo pridobivajo predvsem iz dveh vrst cimetovega drevesa,  iz cejlonskega (znanstveno latinsko ime Cinnamomum zeylanicum) in kitajskega (Cinnamomum cassia). Kot začimba se uporablja posušena tanka notranja plast skorje, delno kot zvite paličice, delno kot prah. Značilno za cimetovo drevo je, da so mladi listi živo rdeči, ko se postarajo, postanejo zeleni.
Cimet je ena od najstarejših začimb. Domneva se, da so ga v Kitajski uporabljali že 3000 let pr. n. št. Od 16. do 18. stoletja je cimet veljal v Evropi za zelo drago in cenjeno začimbo. Tako je trgovec Anton Fugger leta 1530 sežgal zadolžnice Karla V., na ognju iz paličic cimeta in tako dokazal svoje ogromno bogastvo.
V Evropo so najprej prinašali cimet arabski trgovci. V 16. stoletju so Portugalci zasedli Cejlon (današnjo Šrilanko). Nato so zavojevali otok Nizozemci in na koncu Angleži. Vsi so od prebivalcev zahtevali davek v obliki cimeta.

## Zgodovina
Cimet je znan že v davni antiki. V Egipt je bil uvožen že leta 2000 pr. n. št., vendar so ga tisti, ki so poročali, da prihaja s Kitajske, zamenjali s sorodno vrsto Cinnamomum cassia. Cimet je bil med starimi narodi tako visoko cenjen, da so ga imeli za darilo, primerno za monarhe in celo za božanstva; napis beleži darilo cimeta in kasije Apolonovemu templju v Miletu. Njegov izvor so trgovci z začimbami v sredozemskem svetu dolga stoletja skrivali kot poslovno skrivnost, da bi zaščitili svoj monopol kot dobavitelji.
Cinnamomum verum, kar iz latinščine pomeni »pravi cimet«, je doma v Indiji, Šrilanki, Bangladešu in Mjanmaru. Cinnamomum cassia (kasija) je doma na [[Ljudska republika Kitajska|Kitajskem]g. Sorodne vrste, ki se vse nabirajo in prodajajo v moderni dobi kot cimet, so domorodne v [[Vietnam]gu (saigonski cimet), Indoneziji in drugih državah Jugovzhodne Azije s toplim podnebjem.
V starem Egiptu so cimet uporabljali za balzamiranje mumij. Od Ptolemajskega kraljestva naprej so staroegipčanski recepti za kyphi, aromo, ki se uporablja za žganje, vključevali cimet in kasijo. Darila helenističnih vladarjev templjem so včasih vključevala kasijo in cimet.
Prvo grško omembo κασία : kasía najdemo v pesmi Sapfo iz 7. stoletja pr. n. št. Po Herodotu sta tako cimet kot kasija rasla v Arabiji, skupaj s kadilom, miro in labdanom ( Cistus ladanifer), varovale pa so jih krilate kače. Herodot, Aristotel in drugi avtorji so kot vir cimeta imenovali Arabijo; pripovedovali so, da so ogromne »cimetove ptice« nabrale cimetove palčke iz neznane dežele, kjer so rasla drevesa cimeta, in jih uporabile za gradnjo svojih gnezd.
Plinij Starejši je zapisal, da so cimet po Arabskem polotoku prenašali na »splavih brez krmil, jader ali vesla«, pri čemer so izkoriščali zimske pasate. Omenil je tudi kasijo kot aromo za vino in da so bile zgodbe o nabiranju cimeta iz gnezd ptic s cimetom izmišljotina trgovcev, ki so si jo izmislili, da bi zaračunali več. Vendar je zgodba ostala aktualna v Bizancu vse do leta 1310.
Po Pliniju Starejšem je rimski funt (327 gramov) kasije, cimeta (serichatum), stal do 1500 denarijev, kar je plačilo za petdeset mesecev dela. Dioklecijanov Edikt o najvišjih cenah iz leta 301 navaja ceno 125 denarijev za funt kasije, medtem ko je kmetijski delavec zaslužil 25 denarijev na dan. Cimet je bil predrag, da bi ga običajno uporabljali na pogrebnih grmadah v Rimu, toda cesar Neron naj bi na pogrebu svoje žene Popeje Sabine leta 65 zažgal letno mestno zalogo.

### Srednji vek
V srednjem veku je izvor cimeta zahodnemu svetu ostal skrivnost. Iz branja latinskih piscev, ki so citirali Herodota, so Evropejci izvedeli, da je cimet prišel po Rdečem morju do trgovskih pristanišč Egipta, vendar ni bilo jasno, od kod prihaja. Ko je Sieur de Joinville leta 1248 spremljal svojega kralja Ludvika IX. v Egipt na sedmo križarsko vojno, je poročal – in verjel – kar so mu povedali: da so cimet lovili v mreže pri izviru Nila na robu sveta (tj. Etiopija). Marco Polo se je izogibal natančnosti glede teme.
Prva omemba, da je začimba rasla na Šrilanki, je bila v knjigi Zakariya al-Qazwini Athar al-bilad wa-akhbar al-'ibad ("Spomenik krajev in zgodovine božjih služabnikov") okoli leta 1270. Temu je kmalu zatem sledil Janez iz Montecorvina v pismu okoli leta 1292.
Indonezijski splavi so prevažali cimet neposredno z Molukov v Vzhodno Afriko, kjer so ga lokalni trgovci nato prenašali na sever v Aleksandrijo v Egiptu. Beneški trgovci iz Italije so imeli monopol nad trgovino z začimbami v Evropi in so distribuirali cimet iz Aleksandrije. Prekinitev te trgovine zaradi vzpona drugih sredozemskih sil, kot so mameluški sultani in Osmansko cesarstvo, je bil eden od mnogih dejavnikov, ki so Evropejce pripeljali do širšega iskanja drugih poti v Azijo.

### Zgodnje moderno obdobje
V 16. stoletju je Ferdinand Magellan iskal začimbe v imenu Španije in na Filipinih našel Cinnamomum mindanaense, ki je bil tesno povezan s C. zeylanicum, cimetom, najdenim na Šrilanki. Ta cimet je sčasoma tekmoval s šrilanškim cimetom, ki je bil pod nadzorom Portugalcev.
Leta 1638 so nizozemski trgovci ustanovili trgovsko postojanko na Šrilanki, prevzeli nadzor nad manufakturami do leta 1640 in do leta 1658 izgnali preostale Portugalce. »Obrežja otoka so polne tega,« je poročal nizozemski kapitan, »in je najboljši na celem Orientu. Ko gremo proti vetru od otoka, lahko še vedno zavohamo cimet osem lig daleč od morja.«  Nizozemska vzhodnoindijska družba je nadaljevala s prenovo metod nabiranja v naravi in sčasoma začela gojiti svoja drevesa.
Leta 1767 je Lord Brown iz Britanske vzhodnoindijske družbe ustanovil Anjarakkandy Cinnamon Estate blizu Anjarakkandyja v okrožju Kannur v Kerali v Indiji. Kasneje je postalo največje posestvo cimeta v Aziji. Britanci so leta 1796 prevzeli nadzor nad Cejlonom od Nizozemcev.

## Gojenje
Cimet je zimzeleno drevo, za katerega so značilni ovalni listi, debelo lubje in jagodičast plod. Pri nabiranju začimbe sta lubje in listi glavni del rastline, ki se uporablja. Cimet gojijo tako, da drevo vzgajajo dve leti, nato ga obstrižejo, torej odrežemo stebla pri tleh. Naslednje leto se iz korenin oblikuje približno ducat novih poganjkov, ki nadomestijo odrezane. Številni škodljivci, kot so Colletotrichum gloeosporioides, vrste Diplodia in Phytophthora cinnamomi (progasti rak), lahko prizadenejo rastoče rastline.
Stebla je treba obdelati takoj po obiranju, medtem ko je notranja skorja še mokra. Odrezana stebla obdelajo tako, da postrgajo zunanjo skorjo, nato pa vejo enakomerno udarijo s kladivom, da zrahljamo notranjo skorjo, ki jo nato odstranijo v dolgih zvitkih. Uporabi se le 0,5 mm notranjega lubja; zunanji, oleseneli del se zavrže, pri čemer ostanejo meter dolgi trakovi cimeta, ki se med sušenjem zvijejo v zvitke ("peresa"). Obdelano lubje se popolnoma posuši v štirih do šestih urah, če je le v dobro prezračenem in razmeroma toplem okolju. Ko se lubje posuši, se za prodajo razreže na 5 do 10 cm (2 do 4 in) dolge kose.
Okolje za sušenje, ki ni idealno, spodbuja širjenje škodljivcev v lubju, ki lahko zahteva obdelavo z zaplinjevanjem z žveplovim dioksidom. Leta 2011 je Evropska unija odobrila uporabo žveplovega dioksida v koncentraciji do 150 mg/kg za zdravljenje lubja C. verum, nabranega na Šrilanki.

### Vrste
Številne vrste se pogosto prodajajo kot cimet:
- Cinnamomum cassia (kasija ali kitajski cimet, najpogostejša komercialna vrsta v ZDA)
- C. burmannii (Korintje, Padang cassia ali indonezijski cimet)
- C. loureiroi (sajgonski cimet, vietnamska kasija ali vietnamski cimet)
- C. verum (šrilanški cimet, cejlonski cimet ali Cinnamomum zeylanicum)
- C. citriodorum (malabarski cimet)

Kasija daje močan, pikanten okus in se pogosto uporablja pri peki, zlasti v povezavi s cimetovimi zvitki, saj dobro prenaša pogoje pečenja. Med kasijo je kitajski cimet na splošno srednje do svetlo rdečkasto rjave barve, trde in lesne teksture ter debelejši (2–3 mm debeline), saj so uporabljene vse plasti lubja. Cejlonski cimet ima le tanko notranjo skorjo svetlejšo rjavo barvo in bolj fino, manj gosto in bolj drobljivo teksturo. Je subtilnega in bolj aromatičnega okusa kot kasija, med kuhanjem pa izgubi veliko okusa.
Celo lubje te vrste zlahka ločimo tako po makroskopskih kot mikroskopskih značilnostih. Cejlonske cimetove palčke (peresa) imajo veliko tankih plasti in jih je mogoče zlahka pretvoriti v prah z mlinčkom za kavo ali začimbe, medtem ko so palčke kasije veliko trše. Indonezijski cimet se pogosto prodaja v čednih peresih, sestavljenih iz ene debele plasti, ki lahko poškoduje mlinček za začimbe ali kavo. Sajgonski cimet (C. loureiroi) in kitajski cimet (C. cassia) se vedno prodajata kot nalomljeni kosi debelega lubja, saj ta ni dovolj prožna, da bi jo zvili v peresa.
Lubje v prahu je težje razločiti, če pa ga obdelamo z jodovo tinkturo (test za škrob), je s čistim cejlonskim cimetom majhen učinek viden, če pa je prisoten kitajski cimet, nastane temno moder odtenek.

### Ocenjevanje
Šrilanški sistem razvrščanja deli cimetova peresa v štiri skupine:
- Alba, manj kot 6 mm v premeru
- Continental, manj kot 16 mm v premeru
- Mehiški, s premerom manj kot 19 mm
- Hamburg, manj kot 32 mm v premeru

Te skupine so nadalje razdeljene v posebne stopnje. Na primer, mehiški je razdeljen na M00000 special, M000000 in M0000, odvisno od premera peres in števila peres na kilogram. Vsi kosi lubja, krajši od 106 mm, so razvrščeni kot kvilingi. Perje so notranja skorja vejic in zvitih poganjkov. Sekanci so obrezki peres, zunanjega in notranjega lubja, ki jih ni mogoče ločiti, ali lubja majhnih vejic.

## Sestava eteričnega olja cejlonskega cimetovca
Eterično olje sestavljajo pretežno fenilpropanske spojine: cimetni aldehid, evgenol, cinamilacetat, MHCP - metilhidroksikalkon polimer ter številne druge spojine.

## Uporaba

### V medicini
Cejlonski cimet se uporablja kot začimba in kot tradicionalno rastlinsko  zdravilo že stoletja. Raziskave, narejene z in vitro ter z in vivo študijami na živalih, kažejo na protivnetno, protimikrobno, antioksidantno, protitumorno delovanje in delovanje na srčnožilni ter imunski sistem. In vitro študije izkazujejo možno delovanje cimeta kot mimetika inzulina - okrepitev aktivnosti inzulina ali stimulacija celičnega metabolizma glukoze. Študije na živalih kažejo močno hipoglikemično aktivnost. Pakistanski znanstveniki so v svoji raziskavi ugotovili, da jemanje 1, 3 oz. 6 g cimeta dnevno zniža serumski nivo glukoze, trigliceridov, LDL holesterola in celokupnega holesterola pri ljudeh s sladkorno boleznijo tipa 2, ne zniža pa serumske koncentracije HDL holesterola. Uporaba cimeta kot prehranskega dodatka pri zdravljenju sladkorne bolezni tipa 2 veliko obeta, toda potrebno bo narediti še raziskave, ki bodo učinek potrdile.
Klinične študije kažejo tudi na to, da je smiselna peroralna uporaba pri urinarnih infekcijah zaradi protibakterijskega učinka.
Ekstrakt cimeta močno zavira rast in razmnoževanje tumorskih celic in vitro ter povzroča smrt aktivnih tumorskih celic.
Žal je bilo narejeno zelo malo dobro nadzorovanih kliničnih študij, precej pa jih daje nasprotujoče si rezultate, kar omejuje zaključke glede zdravilnih učinkov cimeta na ljudi. 
Kitajski cimet (Cinnamomum cassia) vsebuje zmerno toksično snov kumarin, ki v velikih količinah lahko povzroči poškodbe jeter in ledvic. Evropska agencija za varno hrano EFSA je julija 2008 izdala mnenje o toksičnosti kumarina in določila dopusten dnevni vnos. Na osnovi toksikoloških študij in znanstvenih raziskav o presnovi kumarina v človeškem telesu so določili da je dopusten dnevni vnos za človeka 0,1 mg kumarina na kilogram telesne teže. Dnevni odmerek v takšni količini pri zdravem odraslem človeku ne bi smel povzročati težav. EFSA je v mnenju zapisala tudi, da eno- ali dvotedensko povečano uživanje cimeta do trikratne dopustne dnevne količine pri zdravem odraslem ne pušča posledic. 

### Tradicionalna uporaba
Tradicionalno se cimet uporablja kot aromatik, za blaženje različnih prebavnih motenj ter za krepitev telesne odpornosti.

### Kulinarika
Lubje cimeta se uporablja kot začimba in aroma. Uporabljajo ga pri pripravi čokolade, predvsem v Mehiki. Cimet se pogosto uporablja v slanih jedeh s piščancem in jagnjetino. V Združenih državah in Evropi se cimet in sladkor pogosto uporabljata za aromatiziranje kosmičev, jedi na osnovi kruha, kot je toast in sadja, zlasti jabolk; mešanica cimeta in sladkorja (cimetov sladkor) se za te namene prodaja ločeno. Uporablja se tudi v portugalski in turški kuhinji za sladke in slane jedi. Cimet lahko uporabite tudi pri vlaganju in v božičnih pijačah, kot je jajčni liker. Cimet v prahu je že dolgo pomembna začimba za izboljšanje okusa perzijske kuhinje, ki se uporablja v različnih gostih juhah, pijačah in sladkarijah. Primeri so:
- kuhano vino, grog in druge vroče pijače
- kompote
- mlečni riž
- vkuhano sadje
- pečena jabolka, banane …

## Canella winterana
Canella je monospecifični rod, ki vsebuje vrsto Canella winterana, grmovnico, ki izvira iz Karibov od Florida Keys do Barbadosa. Lubje le-te se uporablja kot začimba, podobna cimetu, zaradi česar so v angleško govorečih deželah nastala poimenovanja oz. komercialna imena: cimetovo lubje, divji cimet in beli cimet (angleško).